# Djeballah Khemissi
Djeballah Khemissi (em árabe: جبالة الخميسى) é uma cidade e comuna localizada na província de Guelma, Argélia. Segundo o censo de 2008, a população total da cidade era de 4 487 habitantes.